# Anna Dulce
Anna Dulce (* 22. Oktober 2005 in Chișinău) ist eine moldawische Sportschützin und Europameisterin mit der Luftpistole.

## Karriere
Anna Dulce belegte 2021 bei den Olympischen Sommerspielen in Tokio den 48. Platz im Wettkampf über 10 m mit der Luftpistole. 2022 gewann sie in der gleichen Disziplin bei den Junioren-Europameisterschaften Bronze.
2024 krönte sich Dulce zur Europameisterin, als sie bei der Schieß-Europameisterschaft in Győr mit 239,3 Ringen vor Şimal Yılmaz (237,4 Ringe) und Zorana Arunović (216,1 Ringen) siegen konnte.
Im Mai 2025 belegte sie beim ISSF Junioren World Cup in Suhl im 10-m-Luftpistole-Schießen den zweiten Platz und holte Silber.